# Type 44 SNCB
Type 32 État Belge
Ne doit pas être confondu avec Série 44 SNCB.
Pour les articles homonymes, voir Type 32 et Type 44.
Le Type 44 de la SNCB ou Type 32 des Chemins de fer de l'État belge est un modèle de locomotive pour services mixtes d'inspiration anglaise dont 502 exemplaires seront mis en service par les Chemins de fer de l'État belge entre 1901 et 1910. Il s’agit d’une version améliorée du Type 30. À partir de 1905, les Chemins de fer de l'État belge commanderont également le Type 32S (futur Type 41), une version équipée de surchauffe de cette machine qui sera produite à 308 exemplaires jusqu’en 1914.
Ces locomotives furent omniprésentes sur les trains de voyageurs et de marchandises de Belgique et permirent d’augmenter le tonnage des trains de marchandises lourds avant l’arrivée de modèles plus puissants.
Les dernières Type 44 seront retirées du service actif en 1949.

## Origines

### Locomotives pour trains de marchandises en service à l'État belge
Après avoir commandé une première tranche de 12 locomotives Type 30, les Chemins de fer de l'État belge commandèrent 12 locomotives américaines Type 31 de disposition 130, également livrées en 1899 qui produisirent des résultats décevants, il fut donc décidé de commander une deuxième tranche de 70 locomotives Type 30 mais les performances de ces locomotives étaient relativement modestes, ce qui conduisit à la mise au point d’un nouveau modèle plus puissant basé sur le Type 30.

### Période McIntosh
Le régime McIntosh aux Chemins de fer de l'État belge ou époque Id s'étend de 1898 à 1910 et désigne la période durant laquelle les ingénieurs de la compagnie conçurent des machines à vapeur dérivées des machines de la Caledonian Railway (en) conçues par l'ingénieur John F. McIntosh (en). On peut la considérer comme une période de transition entre les régimes Belpaire (1864-1898) et Flamme.

### La construction des locomotives Type 32
Ces locomotives reprenaient le châssis, le train de roues, la position des cylindres et de nombreux aspects du Type 30 mais possédaient une chaudière perfectionnée. Certaines caractéristiques du Type 30 (forme de la cabine, attelage du tender, sablières...) copiées sur le modèle anglais furent remplacées par des éléments belges.
Entre 1901 et 1903, 249 machines furent commandées à divers constructeurs, comme il était généralement d’usage à l’époque.
Par soumission du 22 mars 1904 fut passé commande à la société Nicolaïeff qui possédait les Ateliers de construction de la Biesme d'une locomotive, la 3142, destinée à être montrée à l'Exposition Universelle de Liège de 1905 tandis que la Société de Saint-Léonard se voyait confier la construction d’une machine, la 3143, munie d’un surchauffeur Schmidt entre les tubes de la chaudière. Cette machine deviendra le prototype du Type 32S, futur Type 41 de la SNCB.
L'installation d'un surchauffeur, de cylindres plus larges et d'un essieu coudé différent générait un surcoût d'environ 5000 francs belges et des essais en ligne menés comparativement avec des Type 32 sans surchauffeur démontrèrent rapidement que ce dispositif générait un gain de puissance et une économie de combustible à même d’amortir cette dépense supplémentaire[réf. nécessaire]. Malgré cela, 252 Type 32 supplémentaires seront commandées jusque 1908 aux côtés de 182 Type 32S qui seront souvent construites par les mêmes constructeurs.
Commandées en 1908, les 46 dernières Type 32 à vapeur saturée furent livrées entre 1909 et 1910 aux Chemins de fer de l'État belge.
Entre 1901 et 1908, la construction Type 32 fut confiée à 14 constructeurs belges qui livrèrent 502 exemplaires aux Chemins de fer de l'État belge entre 1902 et 1910.
- Les Ateliers de construction de la Biesme construisirent 9 locomotives : 3082-3084, 3142, 3148, 3470-72
- Les Ateliers de construction Carels frères en livrera 28 : 2967-2977, 3127-3132, 3465-3469, 3599-3604
- Cockerill en construira 70 : 2993-3004, 3133-3141, 3144-3147, 3160-3176, 3567-3576, 3622-3634, 3841-3846 et ne construira aucune Type 32S
- La Société Métallurgique de Couillet en fournira 85 : 2912-2925, 3033-3050, 3117-3126, 3450-3458, 3577-3588, 3648-3668
- Les Ateliers Detombay construiront 13 exemplaires : 3477-3478, 3545-3550, 3847-3851
- La Société Anonyme l’Énergie fabriquera 27 machines : 2978-2986, 3076-3081, 3182-3189, 3557-3559
- La Société Franco-Belge (la Croyère) en livrera 73 : 2942-2953, 3013-3032, 3085-3094, 3459-3464, 3635-3647, 3829-3890
- Les Ateliers de construction J.J. Gilain se virent attribuer la construction de 3 exemplaires numérotés 3474 à 3476
- La Société Anonyme des Forges, Usines et Fonderies de Gilly en fabriquera 19 : 3479-3484, 3551-3556, 3669-3674
- Les Forges Usines et Fonderies de Haine-Saint-Pierre en livreront 28 : 2926-2941, 3154-3159, 3560-3565
- Les Ateliers de construction de La Meuse construiront 34 exemplaires : 2954-2966, 3051-3067, 3618-3621
- La Société de Saint-Léonard en construisit 46 : 3095-3103, 3177-3181, 3590-3598, 3806-3815
- Les Ateliers de Construction du Thiriau construiront 18 exemplaires : 2987-2992, 3068-3075, 3113-3116,
- La Société Anonyme "La Métallurgique" de Tubize construisit 49 engins : 2893-2911, 3005-3012, 3104-3112, 3816-3828

Le prix d'achat de ces locomotives (sans leurs tenders qui furent commandés séparément) a beaucoup varié d'une année à l'autre et, dans une moindre mesure, d'un constructeur à l'autre. Il oscille entre 72.000 francs et 84 500 francs.

## Caractéristiques

### Chaudière
La Chaudière est proche de celle du type 30 avec un foyer mi-profond capable de bruler tous types de charbon. Cette chaudière, qui a été renforcé, est timbrée à 13,5 kg/cm2 contre 12,5 kg/cm2 pour la type 30 et elle compte 254 tubes. Elle ne possède pas de surchauffeur.

### Cylindres
Les deux cylindres sont disposés entre les longerons du châssis et attaquent le deuxième essieu moteur par le biais d’une distribution Stephenson. Ils sont larges de 470 mm et longs de 640 mm. Ceux de la Type 30 étaient un peu plus étroits (450 mm).

### Roues
Ces locomotives possèdent le même train de roues que le Type 30. Elles ne comportent aucun essieu porteur et tout leur poids adhérent (49,45 tonnes) est transmis sur les trois essieux moteurs qui sont d’un diamètre de 1 520 mm. La répartition des masses et le réglage de la suspension ont été revus.

### Performances
L’effort de traction de ces locomotives est de 8 360 kg et leur puissance avoisine les 900 ch.

### Autres caractéristiques
Cette locomotive possède encore d’autres différences avec la Type 30, dont elle est issue.
Le détail le plus visible est l’installation d’une nouvelle cabine de conduite dont les faces latérales sont munies de deux grandes fenêtres et dont la paroi frontale est équipée de grandes baies tronquées au sommet rectangulaire.
Par rapport au Type 30, les sablières sont actionnées par air comprimé au lien de la vapeur. De nombreux appareils de robinetterie et de la timonerie de freinage ont été remplacés par de nouveaux modèles, de nombreux indicateurs et équipements diffèrent également.
Le Type 41 introduira certains changements qui permettent à l’œil averti de distinguer une Type 41 d’une Type 44.
- la chaudière a été surélevée de 120 mm ce qui a pour conséquence un support de chaudière plus haut muni d’une seconde rangée de rivets
- le châssis a été allongé de 250 mm vers l’avant
- le deuxième essieu a été reculé de 100 mm sans que l’empattement total ne soit changé
- les contre-tiges de pistons dépassent au-dessus de la traverse d’attelage. Sur une Type 44, elles ne sont pas visibles
- les baies frontales de la cabine sont disposées plus haut afin de tenir compte de la position surélevée de la chaudière. Sur le Type 44, le sommet des baies frontales et des baies latérales se trouve au même niveau.

## Tenders
Pour accompagner ces locomotives, on reproduisit le modèle de tenders de 13 m3 du modèle précédent en le dotant d’un système d'attache différent. Ces tenders étaient désignés tender type 15 et ont également été utilisés avec les Type 32S à partir de 1905.
La construction de ces 802 tenders a été confiée à 15 constructeurs.
- Les Aciéries de Bruges
- Baume et Marpent
- La Brugeoise
- Les Ateliers de Construction, Forges et Fonderies de Braine-le-Comte
- La Société Dyle et Bacalan
- La Société Franco-Belge
- La Société anonyme des Ateliers Germain
- La Compagnie Centrale de Construction de Haine-Saint-Pierre
- Les Forges Usines et Fonderies de Haine-Saint-Pierre
- La Société Henri Buissin
- La Société Nicaise et Delcuve
- Les Ateliers de Construction de Seneffe
- La Société Anonyme "La Métallurgique" de Tubize
- Les Ateliers de Construction du Thiriau
- Les Ateliers du Rœulx

Le prix de ces tenders a varié entre 6 500 francs et 10 500 francs.
De nombreux échanges de tenders entre locomotives Type 32 et ou 32S eurent lieu tout au long de leur carrière et fréquemment leur numéro n’était pas modifié. Comme les locomotives utilisées par le R.O.D. pendant la Première Guerre Mondiale ont été numérotées en fonction du numéro porté par leur tenders, cela génère des incertitudes quant au numéros réels de ces locomotives. Il est arrivé que le même matricule soit porté par une machine restée en Belgique et utilisée par les Allemands.
En fin de carrière, un certain nombre de Type 41 et 44 recevront des tenders Type 17 de 17 m3 provenant de machines radiées où ayant reçu des tenders plus grands entretemps.

## Les locomotives Type 35
En partant du type 32, les ingénieurs des chemins de fer de l'État belge développèrent une locomotive plus grande munie d’un bogie avant et d’une chaudière proche de celle des Type 32 mais de dimensions plus importantes : le type 35, une ten-wheel à cylindres intérieurs pour services mixtes (voyageurs ou marchandises) construite à 42 exemplaires. Il existait deux variantes et chacune eut quelques exemplaires dotés de la surchauffe.
- Un modèle à roues de 1,60 m destiné aux trains de marchandises rapides, aux omnibus lourds et aux express sur fortes rampes capable de rouler à 80 km/h.
- Un modèle à roues de 1,70 m, destiné aux trains de voyageurs lourds sur lignes difficiles, capable de rouler à 100 km/h.

Leur but était de remplacer les locomotives Type 2, type 6 et 6bis et type 16 et 16bis en trafic voyageurs et de fournir un modèle plus rapide pour les trains de marchandises.
Ces locomotives, lourdes, peu puissantes et n’offrant qu'un gain de puissance et de vitesse marginal en trafic marchandises au prix d’une perte d’adhérence, ne donneront pas satisfaction et la production des Type 32 et 32S reprit tandis que les Type 8 prendront le relai en trafic voyageurs. Les dernières locomotives Types 35 furent déjà radiées au milieu des années 1920.
Certains auteurs ont vu une analogie entre le Type 35 et les locomotives classe 55 "Oban" (en) des Caledonian Railways car leur apparence est assez proche. Cependant, d’après les ouvrages traitant des locomotives à vapeur de Belgique, il s’agirait d’une coïncidence eu égard à certaines différences non négligeables entre ces deux séries.
L’ascendance de la Type 35 est directement responsable des piètres performances de ce modèle, en effet, les longerons de cette locomotive empêchaient d’y disposer des cylindres de plus grand diamètre que ceux du Type 32 ce qui limitait d’emblée la puissance maximale de ces locomotives. Par la suite, avec comme seule exception le Type 12, les chemins de fer belges renonceront, sur leurs locomotives neuves à la disposition à cylindres intérieurs qui avait déjà été considérée comme archaïque par la plupart des réseaux européens.

## Carrière et services effectués

### Avant 1914

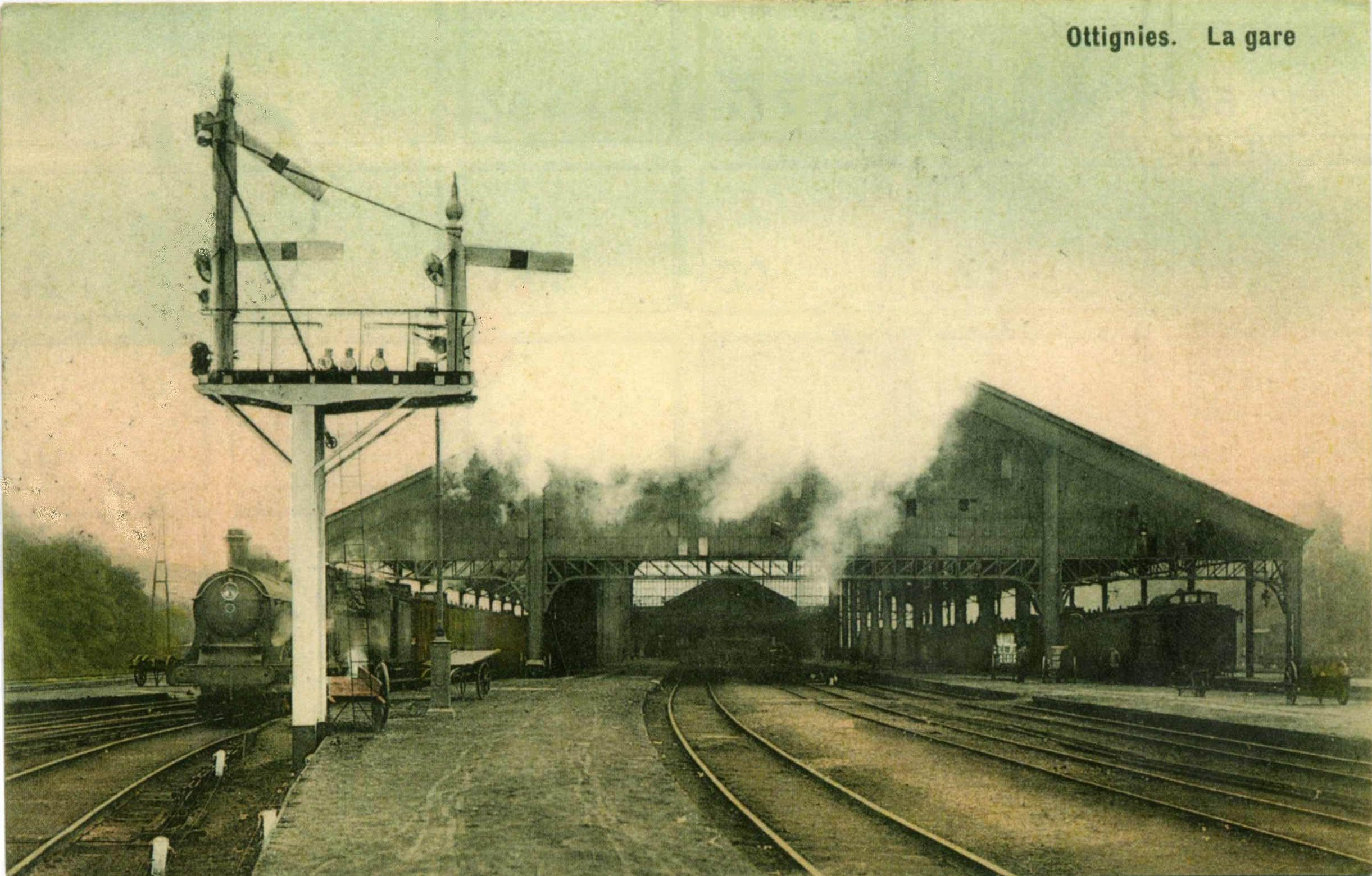
En gare d’Ottignies, on distingue une Type 32 en tête d'un train de voyageurs

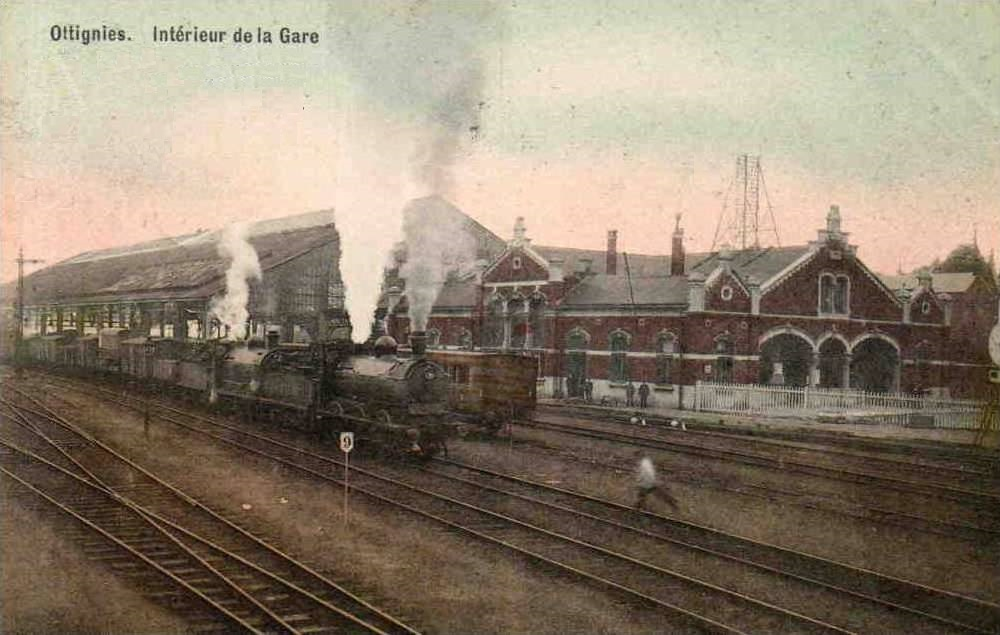
Deux locomotives Type 32S en tête d’un train de marchandises lourd sur la ligne 161 à la hauteur de la gare d’Ottignies en 1910

Les locomotives Type 32 seront rapidement affectées dans tout le pays. Leur arrivée chassa les Type 30 de la Ligne du Luxembourg et des autres services exigeants. Leur numérotation (2893-3142, 3144-3148, 3154-3189, 3450-3484, 3545-3674 et 3806-3851) était partiellement imbriquée avec celle des Type 32S à surchauffe mises en service simultanément.

#### Marchandises
À leurs débuts, elles assurèrent à la fois les trains lourds (évinçant de ces services les Type 25 datant de 1884), les trains de tonnage plus réduits et des trains plus rapides. Leur mise en service permit d’ailleurs accélérer la vitesse des trains de marchandises. Elles seront elles-mêmes chassées de la Ligne du Luxembourg par les Type 32S à surchauffe.
Sur les lignes de province, elles prirent le relai des locomotives anciennes Type 28 et Type 29 datant respectivement de 1864 et 1875.

#### Voyageurs
Capables de rouler à 70 km/h et équipées du frein Westinghouse, elles permettaient de tracter des omnibus et trains locaux, parfois en double traction.
Elles chassèrent des lignes difficiles du sud du pays les locomotives Type 2 datant de 1874. La Type 2, une Type 28 munie de grandes roues de 1 700 mm afin d'assurer les trains express, puis omnibus avec l'arrivée de séries plus puissantes, était assez devenue inadaptée à ces services à cause de son empattement court (seulement 4 mètres).
Sur les lignes à profil facile, elles remplacèrent allégrement des autres séries anciennes datant du XIXe siècle.

#### Dépôts
En 1907, elles étaient réparties entre les dépôts d’Anvers-Sud, Arlon, Bruxelles-Midi, Charleroi, Haine-Saint-Pierre, Jemelle, Luttre, Manage, Merelbeke, Mons, Ostende, Saint-Ghislain, Schaerbeek, Tamines, Termonde, Tirlemont, Tournai, Trois-Ponts, Verviers et Visé.
L’arrivée des Type 32S les a progressivement redéployées en priorité sur les lignes à profil facile ou des secteurs où les cadences étaient moins tendues.

### Première Guerre mondiale
Elles payèrent un lourd tribut au premier conflit mondial. Comme les Type 32S, plusieurs de ces machines, simples de conduite et d’entretien, furent incorporées à des trains blindés lors du Siège d'Anvers et plus tard dans le nord de la France et sur le front de l'Yser. Lors du Siège d’Anvers, plusieurs seront lancées en tête de "trains fous" ou précipitées depuis des ponts mobiles pour obstruer les lignes de communications prises par l’ennemi.
Parmi les machines évacuées en France, un grand nombre sera remis en ordre de marche et utilisé en France par les armées alliées, notamment le Railway Operating Division qui fit même réparer certaines d'entre-elles en Angleterre.

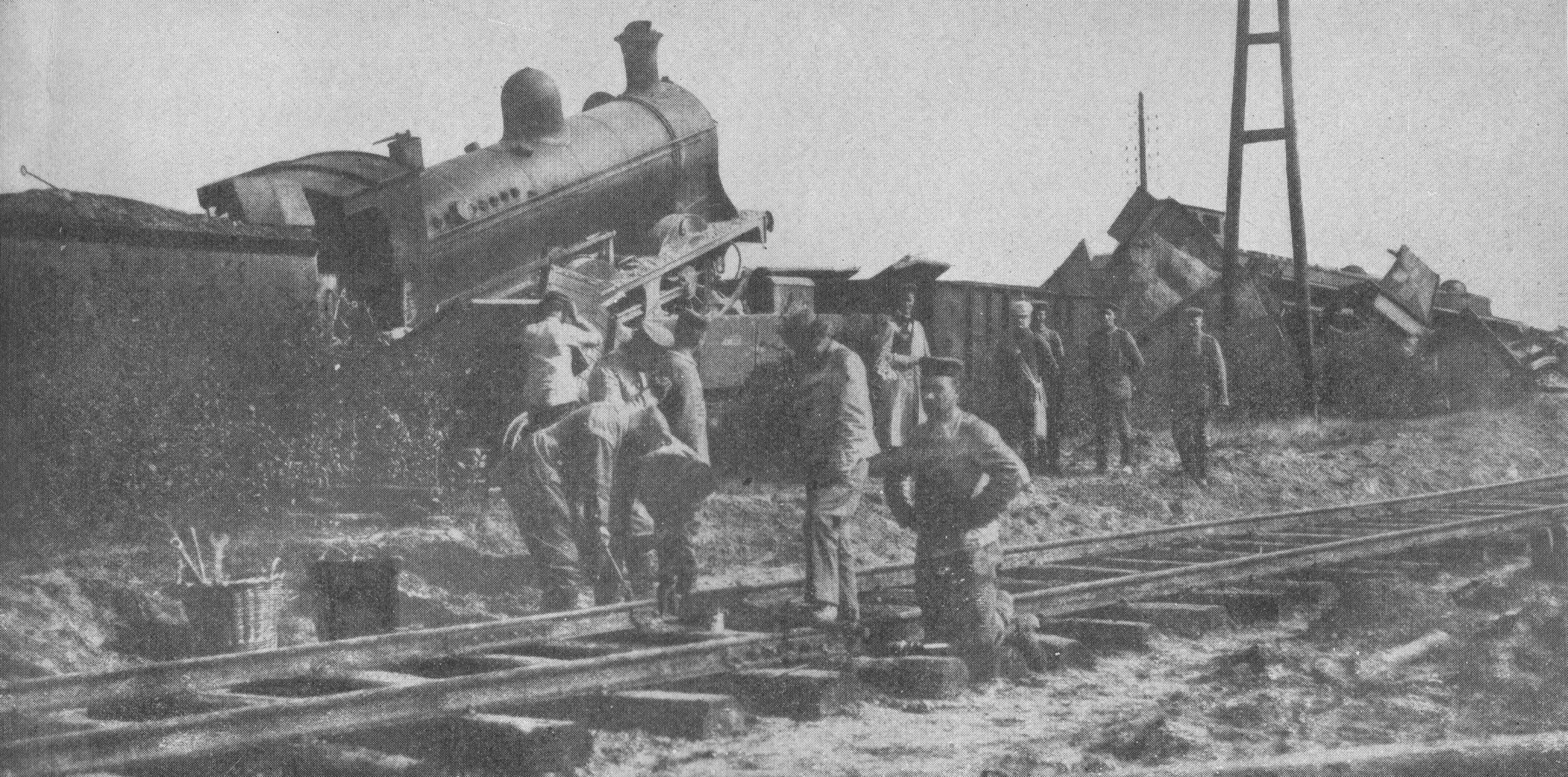
Une type 30 (à gauche) et une Type 32 ou 32S (à droite) deraillées après avoir été lancées sans conducteur en 1914.
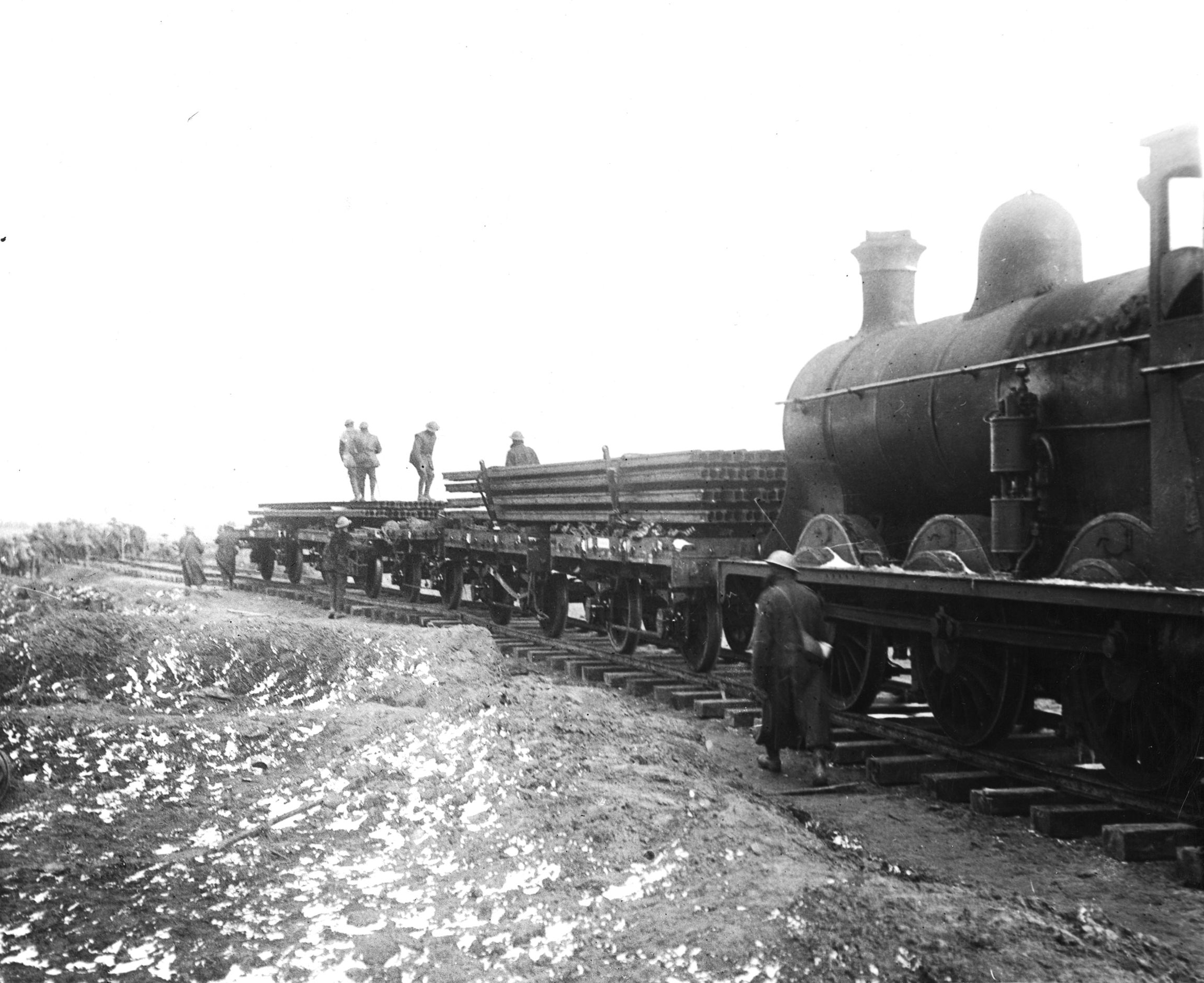
Une Type 32 utilisée par les armées alliées près de la ligne de front en 1918.

Les machines restées en Belgique seront remises en service par l’occupant allemand et classées dans la série G 03 au même titre que les locomotives type 30. Elles furent parfois utilisées loin de la Belgique mais plusieurs exemplaires, endommagés par faits de guerre, sabotage ou nécessitant des réparations importantes, seront cannibalisées ou envoyées à la mitraille. En outre, l’occupant retirera systématiquement les cuivres, plaques et ornements en laiton, et il remplacera fréquemment lors des réparations les éléments en matériaux stratégiques par de l’acier ou du plomb. Elles seront employées dans des conditions difficiles (dangers de la guerre, usure, absence de pièces de rechange, réparations différées) ce qui entrainera de nombreuses mises au rebut supplémentaires.
Au lendemain de la guerre, lorsque les machines retrouvées à l’étranger auront été rapatriées, il ne reste que 328 Type 32 à vapeur saturée en état de marche ou réparables. D’autres sont tout juste bonnes à être mise à la ferraille après prélèvement des pièces récupérables.

### Entre-deux-guerres
Contrairement au Type 30 qui est progressivement éliminé entre 1928 et 1932, les Type 32 (qui deviendront Type 44) garderont un effectif assez stable malgré l'arrivée de modèles neufs, de leurs consœurs à surchauffe chassées des services les plus importants, et des locomotives Armistice. Elles participent à l'élimination progressive des Type 2, 2bis, 25, 28, 29 et 30 et sont de plus en plus utilisées sur des lignes secondaires, des trains de voyageurs locaux ainsi que pour les manœuvres. Une seule fut radiée entre 1926 et 1931.
En 1926, on en trouvait notamment dans de nombreux dépôts de Flandre Orientale, de Flandre Occidentale et du Limbourg ainsi qu’aux dépôts de Baulers, Braine-le-Comte et Bertrix.
En 1931, elles sont renumérotées 4400 à 4726, dans le désordre, pour les différencier des machines à surchauffe. Cette renumérotation n'a pas toujours tenu compte du matricule d’origine et de l’année de livraison de ces locomotives.

### Seconde Guerre mondiale
La Seconde Guerre mondiale et l'occupation, qui provoquera le départ vers l'Allemagne des locomotives armistice et de nombreuses mutations offrira aux Type 41 et 44, non concernées par ce rapatriement forcé, l'occasion de faire leur retour en tête de trains omnibus, semi-directs voire express (parfois en double traction) pour pallier la pénurie de locomotives plus puissantes. Elles seront munies d’un blindage de leurs cabines pour les protéger d’attaques aériennes.
Les sabotages, bombardements et autres faits de guerres endommageront sérieusement ou définitivement un certain nombre de Type 44 et beaucoup étaient encore en attente de réparation lors de la libération du pays.

### Fin de carrière

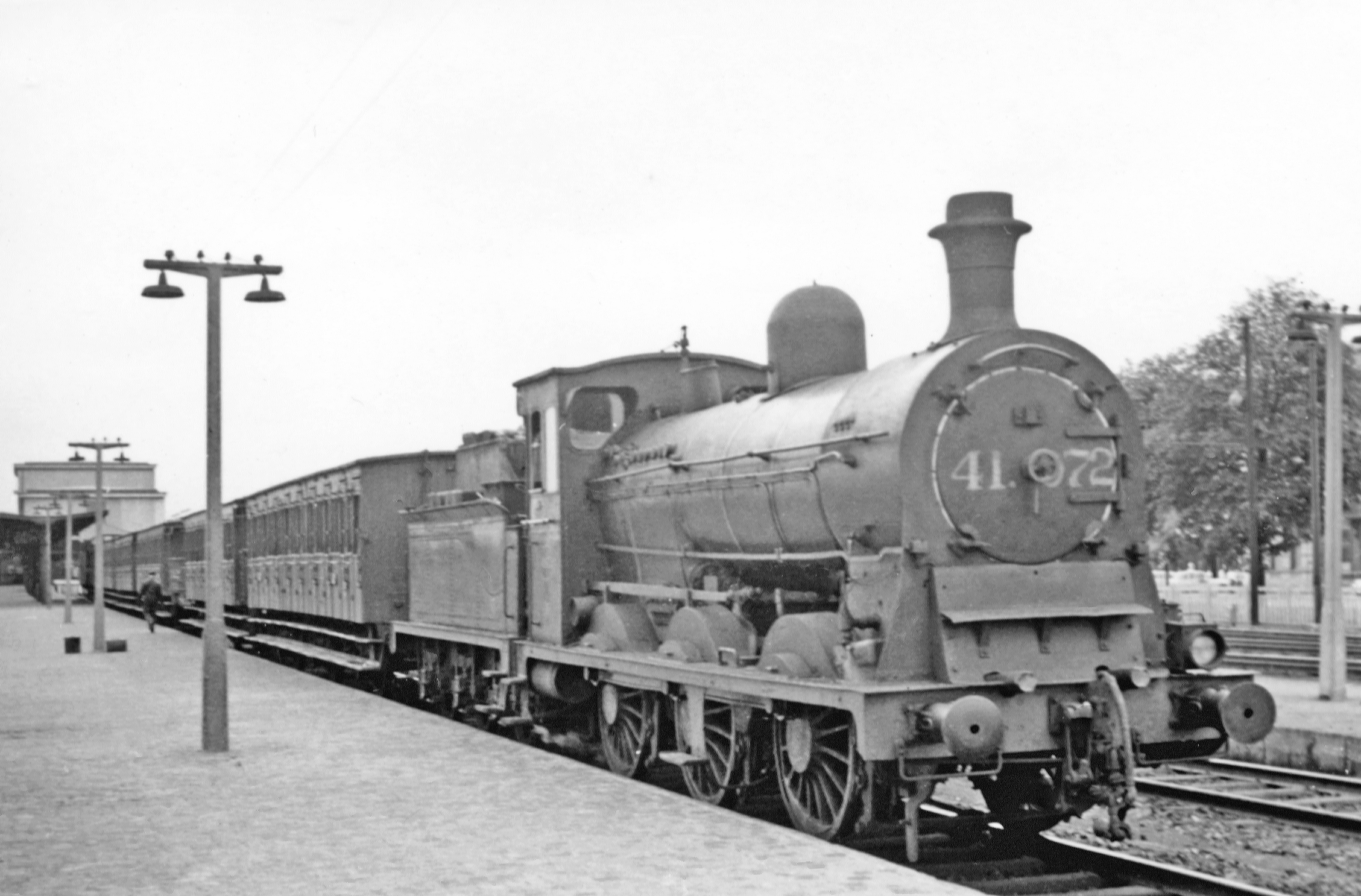
Bien qu'illustrant une Type 41 en 1957. Cette photo représente les trains omnibus composés de voitures GCI en bois que les Type 44 ont assuré durant toute leur carrière

En 1946, elles furent renumérotées 44.001 à 44.326. Cette renumérotation concerna aussi des machines hors d’état de rouler et seront prestement radiées.
Le retour des machines armistice et l'arrivée de nouvelles locomotives permit assez vite de se passer de ce type de machines. Les Type 44, sans surchauffe, seront les premières à disparaître et leur réforme se déroula de 1945, année où huit machines hors d’usage, furent radiées des effectifs, à 1949, où les dernières seront radiées en bloc. Il fut accompagné d’un remplacement des Type 44 par des Type 41 qui bénéficieront d'un certain répit.
Comme pour les Type 18 et 41, toutes les machines radiées n’ont cependant pas été démolies immédiatement car plusieurs d’entre-elles avec une chaudière en bon état, ont été récupérées pour servir de générateur de vapeur fixe ou mobiles (mais qui ne pouvaient plus se déplacer par leurs propres moyens) pour le chauffage des installations (gares et ateliers, préchauffage des wagons, mise en chauffe des locomotives après révision...). 23 Type 44 auraient été ainsi prévues pour un tel usage mais certaines n’ont peut-être pas été réellement utilisées. Plusieurs recevront un nouveau matricule commençant par A621 qui désigne une locomotive utilisée comme installation fixe.
Ces locomotives de préchauffage ont finalement disparu à leur tour ou ont été remplacées à cette tâche par des engins plus récents. Deux des Type 44 affectées à cette tâche ont été par la suite été conservées pour un éventuel musée des chemins de fer.

## Série 25 à 31 du Malines-Terneuzen
En 1923, la Société anonyme du Chemin de fer international de Malines à Terneuzen, désireuse de renouveler sa flotte, très ancienne et dont plusieurs locomotives avaient été perdues pendant la guerre, décida de passer commande de sept locomotives quasiment identiques au Type 32 (à vapeur saturée) qui seront construites par Ragheno en 1923 et 1924. Numérotées 25 à 31, elles roulèrent jusqu'à la reprise du M.T. par la SNCB en 1948 et seront alors démolies comme toutes les locomotives de la compagnie encore à l’inventaire. Ces locomotives se différenciaient de leurs consœurs de la compagnie nationale par leur tender, plus large.

## Préservation
Deux locomotives Type 44 de la SNCB ont été sauvées de la démolition. Actuellement, seule l’une d’elles a finalement été conservée et existe toujours en tant que réserve du musée national "Train World".
- La 44.022, construite par Couillet en 1902 (ex-Chemins de fer de l'État belge n°2922) équipée d'un tender Type 17 a longtemps été stockée en mauvais état en plein air à l’abri-musée de Louvain[26] avant d’être démolie en 2002[27],[28].
- La 44.225, construite par Cockerill en 1908 (ex-Chemins de fer de l'État belge n°3625) n°3627 équipée d’un tender de Type 15 (n°13.332). 16m, 87T (locomotive + tender), vitesse maximum : 80km/h (900 cv). Capacité de la soute à charbon (tender) : 7T. Capacité de la soute à eau (tender) : 13.000L (13m³). Mise hors service en 1948. Elle fut encore utilisée comme générateur de vapeur (fixe) pour le chauffage à Haine-Saint-Pierre jusqu'en 1970 sous le numéro A621/103. Elle a été restaurée[29] et conservée à l’abri-musée de Louvain[30] puis a déménagé à l’abri-musée de Bruges quand cet atelier a fermé ses portes en 2013.

Une locomotive Type 41, la 41.195 (Gilain, 1910) a également été sauvegardée.